# ベルナルト・ハイティンク
ベルナルト・ヨハン・ヘルマン・ハイティンク（Bernard Johan Herman Haitink, 1929年3月4日 - 2021年10月21日）は、オランダの指揮者。

## 人物・来歴
アムステルダム出身で、同地の音楽学校に学ぶ。1954年から1955年までフェルディナント・ライトナーに指揮を師事するまでは、地元のオーケストラでヴァイオリンを弾いていた。1955年にオランダ放送フィルハーモニー管弦楽団の次席指揮者（1957年より首席指揮者）に就任。1961年から1988年までアムステルダム・コンセルトヘボウ管弦楽団の、1967年から1979年までロンドン・フィルハーモニー管弦楽団のそれぞれ首席指揮者に就任。1978年から1988年までグラインドボーン音楽祭の、1987年から2002年までロイヤル・オペラ・ハウスの音楽監督を務める。1991年にエラスムス賞を受賞。1995年からボストン交響楽団の首席客演指揮者となり、2004年に名誉指揮者となっている。
2002年にドレスデン国立管弦楽団の首席指揮者に就任したが、これは音楽監督就任を要請されたものを辞退した結果であり、同時に次期音楽監督の選任への協力を託された。しかし2004年、楽団とザクセン州は、彼に相談なしにファビオ・ルイージを2007年からの次期音楽監督（ドレスデン国立歌劇場の同ポストと兼務）に指名。ハイティンクはこの事に対し、「オペラはともかく、オーケストラレパートリーの経験が少な過ぎる」として反対したが、聞き容れられなかったため、同年5月に辞任を発表、11月のロンドンでの演奏会を最後に辞任した。
以後は同楽団には客演していない。2004年5月には、同楽団と最初で最後の来日をした。2006年からシカゴ交響楽団の首席指揮者に就任。2009年2月にはシカゴ交響楽団とともに再来日を果たしている。
日本には、1962年のコンセルトヘボウ（オイゲン・ヨッフムが同行）との来日を皮切りに、1968年に再度コンセルトヘボウ（ヨッフムも同行）、1969年はロンドンフィル（ジョン・プリッチャードが同行）、1974年はコンセルトヘボウと初の単独来日、1977年はコンセルトヘボウと首席指揮者在任中最後の来日、1992年はロイヤルオペラ（テイトが同行）と初のオペラ公演、1997年はウィーン・フィルハーモニー管弦楽団、2003年はPMFとスーパーワールドオーケストラ（チョン・キョンファと共演）、2004年はドレスデン国立管弦楽団、2009年はシカゴ交響楽団、2013年はロンドン交響楽団（共演はマリア・ジョアン・ピレシュ）、2015年にもロンドン交響楽団（共演はマレイ・ペライア）と来日。
2019年6月12日、2019年9月6日のルツェルン音楽祭でのウィーン・フィルとの共演を最後に引退すると発表した。
2021年10月21日、ロンドンの自宅で死去。92歳没。

## 音楽
レパートリーは幅広く、ベートーヴェン、シューマン、ブラームス、ブルックナー、チャイコフスキー、エルガー、マーラー、ショスタコーヴィチ、ヴォーン・ウィリアムズの交響曲全集を完成させている（ベートーヴェンについては、ロンドン・フィル、コンセルトヘボウ、ロンドン交響楽団のそれぞれで1度ずつ完成させている）。